# Generalsekreterare
Generalsekreterare är en ofta förekommande titel för chefstjänstemän i olika typer av organisationer. Titeln finns i Svenska Akademiens ordbok. Det framgår där att den användes i svensk dagspress redan 1889. Den förekommer också ofta i större, äldre uppslagsverk. Titeln används internationellt, i det nordiska samarbetet och i nationella organisationer i olika länder. En generalsekreterare kan också vara den sammanhållande kraften i samband med större konferenser. 
Titeln kan förekomma både i världens allra största organisationer, men också i relativt begränsade nationella sammanhang. Mest uppmärksammad i de stora sammanhangen torde Förenta Nationernas generalsekreterare vara.  Andra exempel på organisationer där generalsekreteraren ofta uppmärksammas i den allmänna diskussionen är NATO, Nordiska rådet, Europeiska kommissionen, Internationella Röda Korset, Amnesty International, Rädda Barnen och andra biståndsorganisationer, liksom större fackliga organisationer och intresseorganisationer.
Tidigare var kommunistpartiets generalsekreterare den vanliga titeln på den viktigaste ledaren i de östeuropeiska länder som hade kommunistiska regimer. Generalsekreteraren i Kinas kommunistiska parti har fortfarande denna titel. Tunga stats- och partiuppgifter kan också kombineras. Så var till exempel Hu Jintao generalsekreterare i Kinas kommunistiska parti från 2002 till 2012, och 2003-2013 även Folkrepubliken Kinas president. 
Titeln används också på nationell nivå. Några mer uppmärksammade exempel är chefsbefattningarna i organisationer i Sverige som Svenska Röda korset, Rädda Barnen, Läkare utan gränser, Naturskyddsföreningen, svenska delen av WWF (Världsnaturfonden), Riksidrottsförbundet, Civilförsvarsförbundet och Svenska kyrkan. Titeln används dock i ytterligare många nationella organisationer. Den är däremot ovanlig i statlig förvaltning, då titeln generaldirektör är den vanliga inom myndighetsvärlden.
Generalsekreteraren företräder sin organisation inom de ramar och det mandat som huvudmannen – som må vara FN:s generalförsamling eller en svensk organisation av mindre slag – bestämt genom sina beslutande organ. Ibland kan generalsekreteraren vara den främste talesmannen för sin organisation, men väl så ofta ligger den rollen på organisationens ordförande.